# Rojic
Rojic je priimek več znanih Slovencev:
- Aleksij Rafael Rojic (1844—1927), zdravnik in politik
- Melita Rojic (1879—1924), slikarka
- Peter Rojic (1811—1894), izdelovalec orgel